# イン・マイ・フィーリングズ
『イン・マイ・フィーリングズ』(In My Feelings) は、カナダのラッパードレイクの歌で、2018年7月に公開された。この歌が大きな人気を集めるようになった理由は、Instagramのユーザーがこの歌に合わせてダンスのビデオを投稿ことが話題になってネチズンたちの間で自分のダンスが入ったビデオをソーシャルネットワークにアップロードする「In My Feelings Challenge」あるいは「Kiki Challenge（キキ・チャレンジ）」が大流行したためである。「In My Feelings」は、このようなダンスチャレンジブームに支えられ、Billboard Hot 100「10週連続1位」という大成功をおさめることになった。